# تعطيل الحكومة الفيدرالية الأمريكية 2018

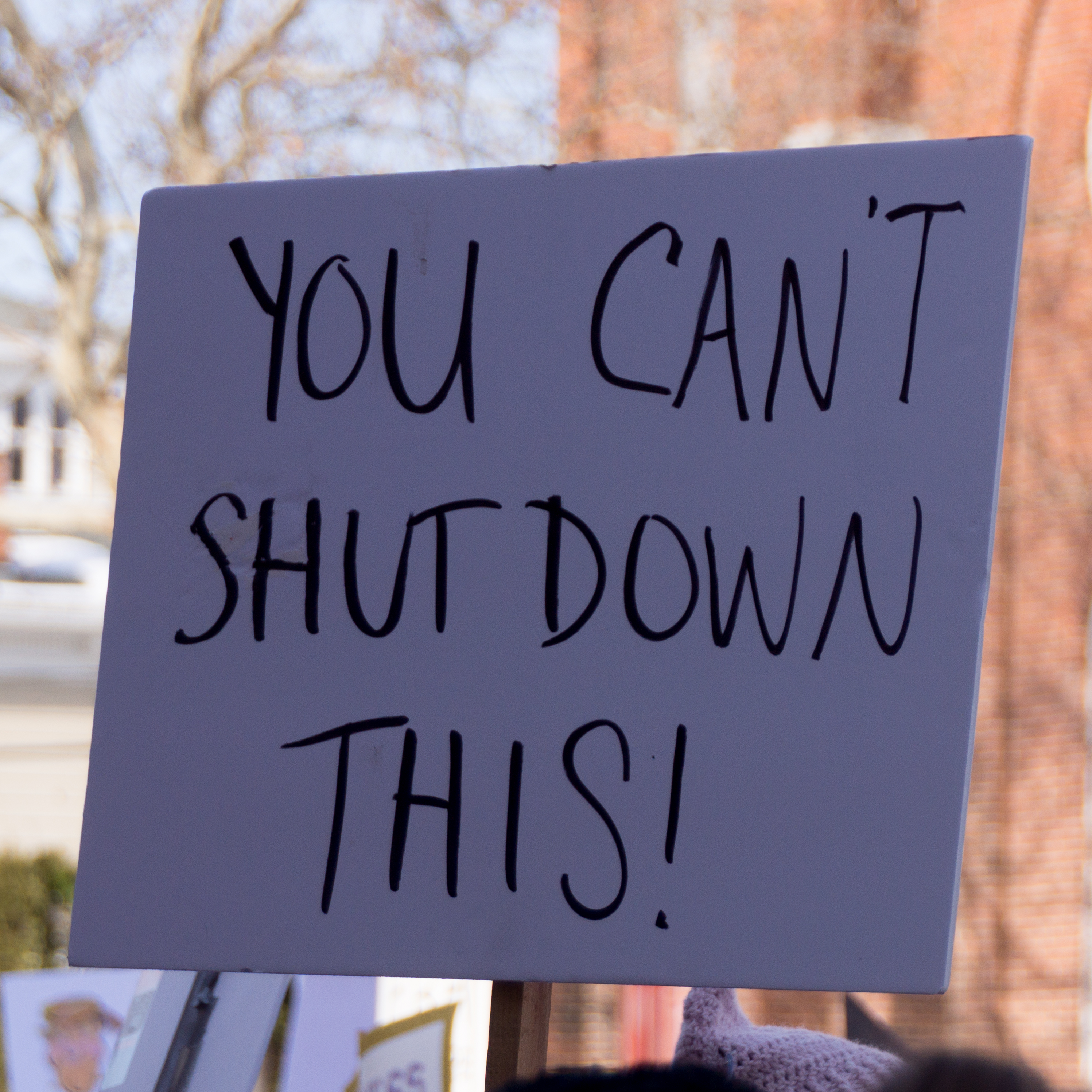
لا يمكنك إغلاق هذا! مسيرة المرأة 2018 - سينيكا فولز ، نيويورك.

في منتصف ليلة المنطقة الزمنية الشرقية يوم السبت 20 يناير 2018 بدأ تعطيل الحكومة الفيدرالية الأمريكية، وانتهى في مساء الاثنين 22 يناير 2018. حصل التعديل بعد فشل الحكومة الفيدرالية الأمريكية في تمرير مشروع قانون التمويل القانوني المناسب للعمليات والوكالات الحكومية، وقد نتج هذا عن الخلافات المُتعلقة بتمديد وضع الأشخاص المتأثرين بسياسة الهجرة المؤجلة من أجل الوصول إلى الأطفال، وبالتالي ما إذا كان أولئك المشمولين في البرنامج يجب ترحيلهم. يوجد أيضًا خلاف آخر حول ما إذا كان ينبغي تمويل بناء جدار الحدود بين المكسيك والولايات المتحدة، وهي سياسة أساسية في حملة دونالد ترامب الرئاسية.
هذا أول تعطيل في تاريخ الولايات المتحدة يحدث أثناء التحكم في مجلس النواب والبيت الأبيض من قبل نفس الحزب (في هذه الحالة، الحزب الجمهوري). بدأ التعطيل في عام 2018 عندما فشل مجلس الشيوخ الأمريكي في الموافقة على مشروع قانون تم تمريره من قبل مجلس النواب يهدف للحفاظ على الحكومة مفتوحة. بدأ التعطيل في الذكرى الأولى لتنصيب دونالد ترامب.

## الخلفية
بدأت السنة المالية الجديدة بالنسبة للحكومة الفيدرالية الأمريكية في 1 أكتوبر عام 2017، لكن فواتير تمويل الحكومة لم يتم تمريرها مما دفع الكونغرس إلى تمويل الحكومة على ثلاث فترات متتالية، كانت الأولى في 8 كانون الأول/ديسمبر 2017، ثم الثانية في 22 ديسمبر من نفس السنة والثالثة في 19 يناير 2018.
أصبحت المفاوضات على مشروع قانون اعتماد الحكومة مفتوحة متشابكة خاصة بعد دخول الخلافات حول سياسة الهجرة وحول مصير أبناء المهاجرين، كما ازدادت الأمور تعقيدا بعدما دخل قانون داكا (بالإنجليزية: DACA)‏ على الخط؛ وهو القانون الذي يسمح للأفراد الذين دخلوا البلاد بطريقة غير شرعية وهم قاصرين بتجديد عقود عملهم لسنتان قبل الترحيل أو على الأقل الحصول على تصريح بالعمل. واعتبارا من عام 2017، كان هناك 800.000 شخص مُسجل فيما يُعرف بقانون داكا، وكانت هذه السياسة قد اعتمدتها إدارة أوباما في يونيو/حزيران 2012 ردا على المؤتمر الذي رفض السماح بتمرير قانون الحلم الأمريكي، وفي عام 2017 لمحت إدارة ترامب إلى إمكانية إلغاء قانون داكا، بل حددت تاريخ انتهاء صلاحيته في آذار/مارس عام 2018، وبحلول هذا التاريخ سيكون أزيد من 800.000 شخص مُهدد بالترحيل إلى وطنه الأصلي.

## التعطيل
في 19 يناير/كانون الثاني 2018، تم إعادة النظر في قانون تمديد استمرار الاعتمادات (H. R. 195)، وكان مجلس النواب قد أقر في 18 يناير مشروع القانون الذي يهدف إلى الحفاظ على الحكومة مفتوحة لكن مجلس الشيوخ فشل في الموافقة عليه (50-49) حيث كان يحتاج إلى 60 صوتا لإنهاء التعطيل الذي كان يصبوا له الديموقراطيون.
في حوالي الساعة 10:45 مساء بتوقيت شرق الولايات المتحدة وقبل وقت قصير من منتصف الليل، انضم خمسة وأربعين جمهوريا إلى خمسة ديمقراطيين وصوتوا بنعم على القرار بينما صوت أربع جمهوريين آخرين بضد.
| الحزب              | صوتوا بنعم                                                            | صوتوا بلا                                                            | لم يصوتوا/غائب           |
| ------------------ | --------------------------------------------------------------------- | -------------------------------------------------------------------- | ------------------------ |
| الجمهوريين (51)    | 45                                                                    | 5 القائمة .. - جيف فلايك ليندسي غراهام مايك لي ميتش ماكونيل راند بول | 1 القائمة .. - جون ماكين |
| الديموقراطيين (47) | 5 القائمة .. - جو دونلي هايدي هايتكمب دوغ جونس جو مانشين كلير ماكسكيل | 42                                                                   | –                        |
| مستقلين (2)        | –                                                                     | 2 القائمة .. - أنغوس كينغ بيرني ساندرز                               | –                        |
| المجموع (100)      | 50                                                                    | 49                                                                   | 1                        |

## الآثار
أعلنت إدارة ترامب عزمها على التخفيف من آثار التعطيل. ستبقى مرافق إدارة المتنزهات الوطنية مفتوحة بشكلٍ عام، على الرغم من أنَّ الموظفين سيتعطل عملهم وقد تُغلق بعض المناطق في المتنزهات إذا حدث نقص في الموظفين، كما ستظل المعالم الوطنية مفتوحة في واشنطن العاصمة.
قد تظل بعض الوكالات مفتوحة لفترةٍ محدودة، وذلك باستخدامِ أموالٍ غير مُنفقة من مصادر غير الاعتمادات السنوية، أو باستخدامِ إيرادات الرسوم. يمكن أن يبقى مكتب الولايات المتحدة لبراءات الإختراع والعلامات التجارية مفتوحًا لعدة أسابيع بعد التعطيل، وذلك لأنه سيصل إلى الرسوم التي جُمعت في السنوات السابقة، كما أعلنت وكالة حماية البيئة الأمريكية أنها قد تبقى مفتوحة لمدة أسبوع، وأُبلغ العمال في وزارة الطاقة الأمريكية ووزارة الخارجية الأمريكية أن يقدموا تقاريرهم يوم الاثنين.
خلافًا لما حدث في التعطيل الأخير، فإنَّ الحكومة المحلية في واشنطن العاصمة سوف تستمر في العمل خلال التعطيل؛ وذلك بسبب حُكم صدر في التشريعات المعتمدة في السنة السابقة، وهو قانون الاعتمادات الموحدة 2017.
بسبب وضعهم كأكاديميات خدمة فيدرالية، فإنَّ أكاديمية سلاح الجو الأمريكي والأكاديمية البحرية التجارية الأمريكية ألغت جميع الأحداث الرياضية الجماعية حتى إشعارٍ آخر، كما أنَّ أكاديمية خفر السواحل الأمريكية وأكاديمية الولايات المتحدة البحرية والأكاديمية العسكرية الأمريكية لن تضطر إلى إلغاء أو إعادة جدولة المباريات، بسبب كيفية تنظيم برامجها الرياضية وتمويلها.